# Three Rivers (Texas)
Three Rivers es una ciudad ubicada en el condado de Live Oak en el estado estadounidense de Texas. En el Censo de 2010 tenía una población de 1848 habitantes y una densidad poblacional de 486,38 personas por km².

## Geografía
Three Rivers se encuentra ubicada en las coordenadas 28°28′1″N 98°10′41″O / 28.46694, -98.17806. Según la Oficina del Censo de los Estados Unidos, Three Rivers tiene una superficie total de 3.8 km², de la cual 3.79 km² corresponden a tierra firme y (0.27%) 0.01 km² es agua.

## Demografía
Según el censo de 2010, había 1848 personas residiendo en Three Rivers. La densidad de población era de 486,38 hab./km². De los 1848 habitantes, Three Rivers estaba compuesto por el 90.21% blancos, el 0.49% eran afroamericanos, el 0.6% eran amerindios, el 0.38% eran asiáticos, el 0% eran isleños del Pacífico, el 7.47% eran de otras razas y el 0.87% pertenecían a dos o más razas. Del total de la población el 48.59% eran hispanos o latinos de cualquier raza.